# Grand Prix-seizoen 1938
Het Grand Prix-seizoen 1938 was het zesde Grand Prix-jaar waarin het Europees kampioenschap werd verreden. Het seizoen begon op 10 april en eindigde op 22 oktober na vier Grands Prix voor het Europese kampioenschap en 12 andere races. Rudolf Caracciola werd kampioen met één overwinning.

## Kalender

### Europees kampioenschap
| Ronde | Datum        | Grand Prix  | Circuit     | Winnaar                 | Constructeur  | Verslag |
| ----- | ------------ | ----------- | ----------- | ----------------------- | ------------- | ------- |
| 1     | 3 juli       | Frankrijk   | Reims-Gueux | Manfred von Brauchitsch | Mercedes-Benz | verslag |
| 2     | 24 juli      | Duitsland   | Nürburgring | Richard Seaman          | Mercedes-Benz | verslag |
| 3     | 21 augustus  | Zwitserland | Bremgarten  | Rudolf Caracciola       | Mercedes-Benz | verslag |
| 4     | 11 september | Italië      | Monza       | Tazio Nuvolari          | Auto-Union    | verslag |

### Niet-kampioenschapsraces
| Datum       | Land             | Racenaam                      | Circuit        | Winnaar               | Constructeur  | Verslag |
| ----------- | ---------------- | ----------------------------- | -------------- | --------------------- | ------------- | ------- |
| 10 april    | Frankrijk        | Grand Prix van Pau            | Pau            | René Dreyfus          | Delahaye      | verslag |
| 18 april    | Groot-Brittannië | Campbell Trophy               | Brooklands     | Birabongse Bhanubandh | ERA           | verslag |
| 23 april    | Ierland          | Grand Prix van Cork           | Carrigrohane   | René Dreyfus          | Delahaye      | verslag |
| 15 mei      | Italië           | Grand Prix van Tripoli        | Mellaha        | Hermann Lang          | Mercedes-Benz | verslag |
| 29 mei      | Brazilië         | Gávea Nacional Circuit        | Gávea          | Arthur Nascimento jr. | Alfa Romeo    | verslag |
| 5 juni      | België           | Grand Prix des Frontières     | Chimay         | Maurice Trintignant   | Bugatti       | verslag |
| 12 juni     | Brazilië         | Grand Prix van Rio de Janeiro | Gávea          | Carlo Maria Pintacuda | Alfa Romeo    | verslag |
| 7 augustus  | Italië           | Coppa Ciano                   | Montenero      | Hermann Lang          | Mercedes-Benz | verslag |
| 15 augustus | Italië           | Coppa Acerbo                  | Pescara        | Rudolf Caracciola     | Mercedes-Benz | verslag |
| 27 augustus | Groot-Brittannië | Junior Car Club 200 mijlsrace | Brooklands     | Johnny Wakefield      | ERA           | verslag |
| 15 oktober  | Groot-Brittannië | Mountain Championship         | Brooklands     | Raymond Mays          | ERA           | verslag |
| 22 oktober  | Groot-Brittannië | Grand Prix van Donington      | Donington Park | Tazio Nuvolari        | Auto-Union    | verslag |

1894 · 1895 · 1896 · 1897 · 1898 · 1899 · 1900 · 1901 · 1902 · 1903 · 1904 · 1905 · 1906 · 1907 · 1908 · 1909 · 1910 · 1911 · 1912 · 1913 · 1914 · 1915 · 1916 · Eerste Wereldoorlog · 1919 · 1920 · 1921 · 1922 · 1923 · 1924 · 1925 · 1926 · 1927 · 1928 · 1929 · 1930 · 1931 · 1932 · 1933 · 1934 · 1935 · 1936 · 1937 · 1938 · 1939 · 1940-1945 (Tweede Wereldoorlog) · 1946 · 1947 · 1948 · 1949 
 Lijst van Grand Prix-wedstrijden voor 1950